# Nupalirus
Nupalirus is een geslacht van kreeftachtigen uit de familie van de Palinuridae.

## Soorten
- Nupalirus chani (Poupin, 1994)
- Nupalirus japonicus Kubo, 1955
- Nupalirus vericeli (Poupin, 1994)